# Instituto Leloir
La  Fundación Instituto Leloir es un centro de investigación argentino dedicado a la bioquímica, farmacia y biología celular y molecular. El Instituto y sus colaboradores han recibido múltiples premios y reconocimientos a la excelencia científica tanto en Argentina como en el exterior.

## Historia

### Comienzos

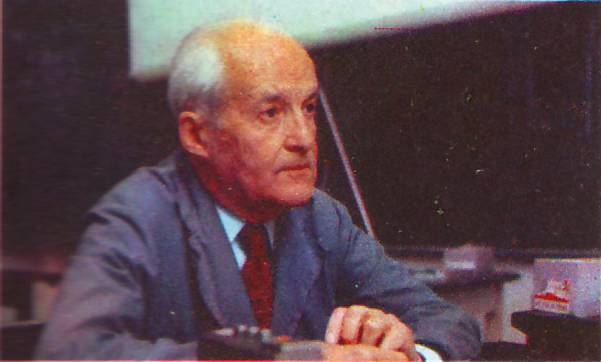
Luis Federico Leloir.

El Instituto fue creado en 1947 por iniciativa de Bernardo Houssay, Premio Nobel de Medicina en 1947, gracias al apoyo económico del industrial Jaime Campomar, a quien luego se sumaron otros benefactores. Su primer director fue  Luis Federico Leloir, Premio Nobel de Química en 1970, quien ocupó el cargo durante 40 años.
Campomar (quien falleció en 1956) donaba 100 mil pesos por mes para que el instituto desarrollara sus actividades. El Instituto comenzó a funcionar en una antigua casona en Julián Álvarez 1917, en la Ciudad de Buenos Aires, cuyo alquiler también era abonado por Campomar.
En 1958 el Ministerio de Salud Pública cedió un edificio en Vuelta de Obligado y Monroe, que antes había sido ocupado por una escuela.
Finalmente, en 1983 se instaló frente al Parque Centenario. Este edificio fue construido con aportes de la comunidad en un terreno donado por la entonces Municipalidad de la Ciudad de Buenos Aires. Entre los aportantes estuvo Carlos Campomar, hermano de Jaime. El proyecto y la dirección de la obra, orientados a la funcionalidad como centro de investigación, fueron donados por el estudio Mario Roberto Álvarez y Asociados. Las instalaciones originales de 6.900 m² se ampliaron hasta un total de 10.900 m², para potenciar su capacidad y mejorar las condiciones de las investigaciones.

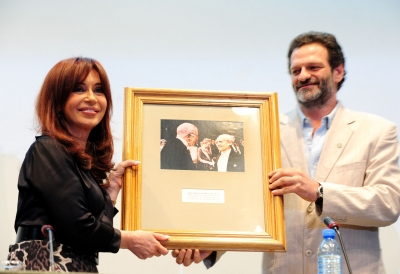
Cristina Fernández entregando al director del Instituto Leloir, Fernando Goldbaum, un cuadro con la imagen de Federico Leloir recibiendo el Premio Nobel.

### Reconocimiento internacional
Las primeras investigaciones llevadas a cabo por los doctores Carlos Eugenio Cardini, Ranwell Caputto, Raúl Trucco, Enrico Cabib, y el entonces becario Alejandro Paladini, y Luis Federico Leloir en el Instituto, dieron como resultado el descubrimiento de la síntesis de galactosa en la glándula mamaria.
Pero fue el trabajo sobre la activación de los azúcares formando compuestos denominados genéricamente nucleótido-azúcares, que mostró caminos metabólicos no conocidos y se transformó en un concepto básico para posteriores investigaciones en todo el mundo, lo que le valió a Leloir la concesión en 1970 del Premio Nobel de Química.
En 1988, por su larga trayectoria y aporte a la comunidad, recibió el Premio Konex de Platino como la más importante institución científica de la historia en la Argentina hasta ese momento.

### sigloXXI
El estatuto de 1999 establece que los cargos de los miembros del Consejo de Administración son temporarios y que su postulación y elección es por votación de todos los Jefes de Laboratorio. El Dr.César Milstein, Premio Nobel de Medicina en 1984, fue un enfático impulsor de esta renovación. En 2001 se decide cambiar el nombre de Instituto de Investigaciones Bioquímicas Fundación Campomar a Fundación Instituto Leloir, homenajeando a su ilustre Investigador. 
La Fundación Instituto Leloir mantiene un convenio con el CONICET por el cual actúa como Unidad Ejecutora de Doble Dependencia, bajo el nombre de Instituto de Investigaciones Bioquímicas de Buenos Aires (IIBA).
En 2006 se suscribe un acuerdo de representación con Inis Biotech, que actúa como oficina de transferencia de tecnología de la Fundación Instituto Leloir, con el objetivo de generar el acercamiento con las empresas que quieran desarrollar productos innovadores, para que el conocimiento generado tenga un mayor impacto positivo para la sociedad.

## Investigación
La Fundación Instituto Leloir cuenta actualmente con 24 grupos de investigación, integrados por más de 170 personas, entre científicos (investigadores del CONICET), becarios y técnicos, cuyas áreas de trabajo son Neurociencias (plasticidad neuronal, males de Alzheimer y Parkinson), Biología celular y cáncer (función y diferenciación celular, terapia génica, adaptación a hipoxia, relojes biológicos, HPV, cáncer de colon, piel y mama), enfermedades infecciosas (dengue, brucelosis, parasitarias, vacunas moleculares), Biología de plantas y Biología estructural. Desde el 1999 estos equipos se conforman mediante concursos abiertos internacionales, los cuales han permitido la repatriación de un grupo creciente de reconocidos investigadores, quienes pueden así continuar desarrollando sus trabajos en la Argentina.
Para integrar los equipos de investigación, los estudiantes y graduados se contactan con un Jefe de laboratorio y son seleccionados de acuerdo a sus áreas de interés. La mayor parte de los graduados obtiene financiamiento de los organismos oficiales, como el Consejo Nacional de Investigaciones Científicas y Técnicas (CONICET), la Agencia Nacional de Promoción Científica y Tecnológica (ANPCyT), la Universidad de Buenos Aires (UBA) y otros organismos e instituciones de apoyo a la investigación. La Fundación Instituto Leloir otorga habitualmente subsidios estímulo a investigadores que forman o pasan a formar parte de su plantel.
| Laboratorio                                    | Director               |
| ---------------------------------------------- | ---------------------- |
| Biología Celular del RNA                       | Graciela L. Boccaccio  |
| Fisicoquímica de enfermedades infecciosas      | Daiana Capdevila       |
| Biología Estructural y Celular                 | Julio J. Caramelo      |
| Fisiología Molecular de Plantas                | Jorge Casal            |
| Envejecimiento cerebral y Neurodegeneración    | Eduardo Castaño        |
| Genética del Comportamiento                    | Fernanda Ceriani       |
| Biología de Sistemas Integrativa               | Ariel Chernomoretz     |
| Bases Moleculares del Desarrollo Vegetal       | José M. Estévez        |
| Virología Molecular                            | Andrea Gamarnik        |
| Inmunología y Microbiología Molecular          | Fernando Goldbaum      |
| Ciclo Celular y Estabilidad Genómica           | Vanesa Gottifredi      |
| Fisiología y Algoritmos del Cerebro            | Emilio Kropff          |
| Genética del Desarrollo Neural                 | Guillermo Lanuza       |
| Neurobiología Celular y Molecular              | Fernanda Ledda         |
| Bioinformática Estructural                     | Cristina Marino Buslje |
| Cancerología                                   | José Mordoh            |
| Terapias regenerativas y protectoras del SNC   | Fernando Pitossi       |
| Terapia Molecular y Celular                    | Osvaldo L. Podhajcer   |
| Estructura-Función e Ingeniería de Proteínas   | Gonzalo de Prat Gay    |
| Bioquímica y Biología Molecular del Desarrollo | Luis A. Quesada Allué  |
| Plasticidad Neuronal                           | Alejandro F. Schinder  |
| Genética y Fisiología Molecular                | Pablo Wappner          |
| Genómica Comparativa del Desarrollo Vegetal    | Marcelo J. Yanovsky    |
| Microbiología Molecular y Celular              | Angeles Zorreguieta    |

## Divulgación
Dada la importancia de la transmisión del conocimiento científico para el desarrollo social, la Fundación Instituto Leloir cuenta desde 1986 con un Programa de Divulgación Científica y Tecnológica. Está orientado a capacitar profesionales y producir información sobre ciencia y tecnología destinada al público en general, poniendo énfasis en aquellos hallazgos más destacados fruto de la investigación de especialistas argentinos.